# Palissyales
Palissyales — вимерлий порядок хвойних, відомий з мезозою. Вони найбільш відомі з роду Palissya, який зустрічається в Лавразії та Східній Гондвані, починаючи з пізнього тріасу до ранньої крейди. Єдиний інший підтверджений рід родини, Stachyotaxus, відомий з пізнього тріасу Північної півкулі. Рід Knezourocarpon з юрського періоду Австралії також умовно вважається членом порядку. Шишка найвідомішого роду Palissya відзначається своєю незвичайною конструкцією, яка тримається на великому приквітку (видозміненому листі) і складається з двох паралельних рядів насінних зачатків, які йдуть уздовж серединної лінії адаксіальної поверхні приквітка, які охоплені оболонкою у чашоподібних структурах, утворених лусочками. Приквітки спірально розташовані навколо осі, утворюючи складну структуру, подібну до сережки. Насіння з тонкими стінками, ймовірно, було життєздатним лише протягом короткого періоду часу та, ймовірно, було пристосованим до розповсюдження вітром. Palissya в деяких аспектах вважається подібним до деяких палеозойських Voltziales, а також Taxaceae і Podocarpaceae.

## Систематика
- родина Palissyaceae Florin 1958
  - рід Palissya Endlicher 1847 — пізній тріас — рання крейда (рет-апт)
  - рід Stachyotaxus Nathorst, 1886 — пізній тріас (рет) Швеція, Гренландія, Німеччина
- родина ?Knezourocarponaceae Pattemore, Rigby & Playford 2014
  - рід ?Knezourocarpon Pattemore 2000